# Liste des usurpateurs byzantins
Cette liste des usurpateurs byzantins comprend, dans une première partie, les empereurs de l’Empire romain d’Orient ou Empire byzantin étant parvenus au trône par usurpation et, dans une deuxième partie où elles sont regroupées par siècle, les tentatives d’usurpation ayant eu lieu sous divers empereurs à partir du règne de Zénon, interrompu par l’usurpation de Basiliscus, jusqu’à la chute de Constantinople en 1453. Elle a été compilée à partir des ouvrages dont on trouvera la liste en bibliographie.

## Empereurs ayant usurpé le trône
Les empereurs suivants se sont emparés du trône à la suite d'une révolte ou d'un coup d’État
- Basiliscus (r. 475-476)
- Phocas (r. 602-610)
- Héraclius (r. 610-641)
- Léonce (r. 695-698)
- Tibère III Apsimar (r. 698-705)
- Philippicos (r. 711-713)
- Anastase II (r. 713-715)
- Théodose III (r. 715-717)
- Léon III l'Isaurien (r. 717-741)
- Nicéphore Ier (r. 802-811)
- Léon V l'Arménien (r. 813-820)
- Michel II l'Amorien (r. 820-829)
- Basile Ier le Macédonien (r. 867-886)
- Jean Ier Tzimiskès (r. 969-976)
- Isaac Ier Comnène (r. 1057-1059)
- Nicéphore III Botaniatès (r. 1078-1081)
- Alexis Ier Comnène (r. 1081-1118)
- Andronic Ier Comnène (r. 1183-1185)
- Isaac II Ange (r. 1185-1195 ; 1203-1204)
- Alexis III Ange (r. 1195-1203)
- Alexis IV Ange (r. 1203-1204)
- Alexis V Doukas Murzuphle  (r. 1204)
- Andronic III Paléologue (r. 1328-1341)
- Jean VI Cantacuzène (r. 1341-1351)
- Andronic IV Paléologue (r. 1376-1379)
- Jean VIII Paléologue (r. 1390 ; 1403-1408)

## Tentatives infructueuses d’usurpation auxVesiècleetVIesiècle
Liste des tentatives d’usurpation ayant échoué, regroupées par souverain régnant. Les dates entre parenthèses sont celles des révoltes.

### Sous Zénon (r. 474-475 et 476 à 491)
- Marcianus (479) : Haut dignitaire byzantin, il soutient d’abord Basiliscus, puis Zénon, avant de se retourner contre ce dernier. Entré en rébellion, il est capturé et exilé en Isaurie. Il sera libéré par les partisans d'Illus et de Léonce à leur tour révoltés contre Zénon.
- Léonce (484-488) : Magister militum pour la Thrace, il est chargé par l’empereur Zénon de mettre fin à la rébellion d’Illus. Ce dernier le fait toutefois couronner par Vérinne, veuve de Léon Ier. Installé à Antioche, il est rapidement chassé et contraint à se réfugier dans le fort isaurien de Papyrius où il sera capturé et exécuté.

### Sous AnastaseIer(r. 491-518)
- Flavius Areobindus Dagalaiphus (512) : Magister militum (503-504) et consul pour l’Orient (506), il est proclamé empereur par la population lors d’une révolte à Constantinople en 512, mais il refuse de ceindre la couronne.

### Sous JustinIer(r. 518-527)
- Théocrite (comes domesticorum) (518) : Général byzantin, il est candidat au trône à la mort d’Anastase Ier de même que d’autres officiers appuyés par leurs armées respectives. Finalement le Sénat se prononce en faveur de Justin Ier qui fait exécuter ses opposants, y compris Théocrite.

### Sous JustinienIer(r. 527-565)
- Julien ben Sabar (529-531) : Chef des Samaritains, il dirige une révolte contre Justinien Ier qui veut interdire leur religion. Acclamé « roi d’Israël » il réussit à rallier l’ensemble de la Samarie avant d’être défait par Justinien avec l’aide des Ghassanides et exécuté.
- Hypace (532) : Neveu de l'empereur Anastase Ier, il est à son corps défendant choisi par la foule pour remplacer Justinien pendant la révolte de Nika. La garde impériale réussit à mâter la révolte et Hypace sera exécuté sur les conseils de Théodora.
- Jean Cottistis (537) : Fantassin dans l’armée byzantine, stationné à Dara, il fomente une révolte contre l’empereur Justinien Ier et est sans doute acclamé empereur par ses compagnons d’armes, car il est mentionné dans les sources comme « tyran », terme utilisé pour désigner un usurpateur. Il est toutefois tué quatre jours après le début de la révolte.

## Tentatives infructueuses d’usurpation auVIIesiècle

### Sous Héraclius (r. 610-541)
- Comentiolus (frère de Phocas) (610-611) : Frère de l'empereur Phokas, il refuse de reconnaitre Héraclius comme empereur. Projetant de mener une attaque contre Constantinople, il est lui-même assassiné par le patrice Justin à la fin de l'année 610 ou en 611.
- Jean de Compsa (617) : Originaire de Compsa, il profite de la tourmente dans l'exarchat de Ravenne pour s’emparer de Naples. Décrit comme « tyran » dans les sources, il est vaincu par l’exarque de Ravenne, Éleuthère, qui le fait exécuter.
- Éleuthère (619) : Après avoir fait exécuter Jean de Compsa, Éleuthère signe la paix avec les Lombards et se proclame empereur à Ravenne pendant qu’Héraclius est en difficulté à Constantinople. Il est tué par des soldats loyalistes alors qu’il se rend à Rome pour y être couronné.
- Jean Athalarichos (635) : Fils illégitime d’Héraclius, il est choisi par plusieurs personnalités arméniennes de Constantinople pour remplacer son père. Le complot est toutefois découvert et Athalarichos est exilé après avoir été amputé du nez et des mains.

### Sous Constant II (r. 641-668)
- Maurikios Chartularios (642) : Chartoularios (secrétaire) d’Héraclius, il est envoyé à Rome pour forcer le pape à signer l’Ecthesis. Devenu doux (gouverneur militaire) de Rome, il fait sécession et proclame son indépendance face à Constant II Héraclius (r. 641-668). L’exarchat de Ravenne Isaac met un terme à la révolte et Maurikios est exécuté.
- Valentin (644) : Beau-père de Constant II Héraclius qu’il a aidé à conquérir le trône face à d’autres prétendants, Valentin devenu l'homme le plus puissant de l'empire et commandant en chef de l'armée byzantine exige d’être nommé empereur. Toutefois, ses prétentions sont rejetées par une foule hostile qui lynche ses émissaires avant de le tuer.
- Grégoire le Patrice (646-647) : Exarque de Carthage, Grégoire, partisan de l’Église chalcédonienne, mène en 645 une rébellion contre l’empereur Constant II Héraclius. Après avoir usurpé le titre impérial, il doit faire face en 647 à une invasion arabe en 647 ; il est vaincu lors de la bataille de Sufétula où il périt.
- Olympios (650-652) : Exarque de Ravenne, Olympios doit faire accepter le Typos aux évêques d’Italie et arrêter le pape Martin Ier. Après avoir échoué dans ces deux entreprises, l’exarque se rebelle contre Byzance, s’allie au pape et part en expédition en Sicile contre les Sarrasins, mais meurt de la peste en 652.
- Théodoros Rechtouni (651-652) : Arménien, d’abord fidèle à Byzance ce qui lui vaut d’être nommé par Constant II généralissime des armées arménienne et prince d'Arménie, il est destitué pour son refus d’aider à ramener l'Église arménienne au rite orthodoxe. Il se rallie au calife Uthman en 653, mais la majorité de la noblesse arménienne se range du côté de l’empereur. Désavoué également par le calife pour avoir perdu la bataille contre les Arabes, il est exilé à Damas où il meurt.
- Éleuthérios le Jeune (665-666) : Chef d’une rébellion à Carthage qui renverse l’exarque Gennadios.
- Saborios (667-668) : Général byzantin, il se révolte contre l'empereur Constant II en 667-668. Il obtient le soutien du calife Muʿawiya Ier mais périt lors d'un accident de cheval avant d'affronter les troupes impériales.

### Sous Constantin IV (r. 668-685)
- Mezezios (668-669) : En 663 l'empereur Constant II établit sa capitale à Syracuse ; dans son entourage se trouve Mezezios, noble d’origine arménienne. Le fardeau financier que ce transfert de la cour impose à la Sicile provoque un grave mécontentement local et l’empereur est assassiné par un serviteur. Mezezios est proclamé empereur contre son gré. Constantin IV monte alors une expédition pour soumettre la Sicile ; Mezezios est tué dans la confrontation.

## Tentatives infructueuses d’usurpation auVIIIesiècle

### Sous Léon III (r. 717-741)
- Basile Onomagoulos (718) : Haut-fonctionnaire byzantin dans l’entourage du gouverneur. En 717, la rumeur se propage que Constantinople est tombée entre les mains des Arabes. Basile est alors acclamé empereur, prenant le nom de Tibère. L’empereur Léon III envoie alors une expédition qui capture les rebelles et fait exécuter leurs chefs.
- Cosmas (727) : Une révolte se déclare en 726/727 en Grèce contre les politiques iconoclastes de Léon III. Cosmas est alors déclaré empereur par les rebelles; la révolte est rapidement mâtée et Cosmas exécuté. Les historiens remettent de plus en plus en cause le caractère religieux de ce soulèvement.
- Tibère Petasius (729-730) : Probablement originaire d’Italie centrale, Petasius conduit une révolte en Italie contre les politiques iconoclastes de Léon III, est acclamé empereur par des assemblées locales et prend le nom de Tibère. Il est bientôt vaincu par les armées combinées de l’exarque Euthychios et du pape Grégoire II. Sa tête est envoyée à Léon III.

### Sous Constantin V (r. 741-775)
- Artabasde (742-743) : Partisan de Léon III l’Isaurien qui l’avait nommé comte de l’Opsikion (thème le plus rapproché de Constantinople), il profite du fait que Constantin V est en Asie mineure pour s’emparer du pouvoir. Il s’empare du trône en juillet 741 et nomme son fils ainé, Nicéphore, coempereur. Défait par Constantin en 743, il doit fuir Constantinople. Aveuglé avec son fils, il sera relégué dans un monastère.

### Sous Léon IV le Khazar (r. 775-780)
- Nicéphore (César) (776, 780 et 792) : Fils de l'empereur Constantin V, il complote contre son demi-frère Léon IV (r. 775-780), ce qui lui coûte son titre de césar ; par la suite, il tentera à nouveau d'usurper le trône sous les règnes de son neveu, Constantin VI (r. 780-797), et de la mère de celui-ci, Irène (r. 797–802). Aveuglé et exilé dans un monastère, il meurt sur l'île d'Aphousia peu après 812.

### Sous Constantin VI (r. 780-797)
- Elpidius (782) : Nommé gouverneur du Thème (Empire byzantin) de Sicile par l’impératrice Irène l’Athénienne, il est accusé de trahison. Refusant de retourner à Constantinople, il cherche refuge chez le calife abbasside où il est reconnu empereur. Selon des sources syriaques il est encore vivant en 802 quand Irène est déposée.

### Sous Irène l’Athénienne (r. 797-802)
- Nicéphore (César) (797 et 799) : Malgré les tentatives avortées de 776, 780 et 792, Nicéphore est encore impliqué dans deux tentatives d’usurpation. En 797, après la déposition de son fils par Irène, Nicéphore et ses frères se réfugient à Sainte-Sophie, espérant que la population l'appellera au trône. Il n’en est rien et il est exilé à Athènes. En 799, les troupes locales du thème de l'Hellas (dont relève Athènes) se révoltent et veulent faire accéder l’un des frères (on ignore s’il s’agit bien de Nicéphore) au trône ; leur complot échoue.
- Staurakios (799-800) : L'un des principaux ministres de l'impératrice Irène l'Athénienne, il est graduellement évincé par un autre eunuque, Aétios. Accusé par ce dernier de comploter contre Irène, Staurakios, gravement malade, provoque une révolte en Cappadoce, mais meurt avant que celle-ci ne soit étouffée.

## Tentatives infructueuses d’usurpation auIXesiècle

### Sous NicéphoreIer(r. 802-811)
- Bardanès Tourkos (803) : Nommé commandant en chef de l'armée d'Anatolie par Nicéphore qui vient de renverser Irène, il lance une révolte en juillet 803, probablement en réaction aux politiques économiques et religieuses du nouvel empereur. Ses troupes marchent sur Constantinople mais ne réussissent pas à obtenir le soutien populaire. Abandonné par ses partisans, il se rend aux autorités, devient moine et est aveuglé.
- Arsaber (808) : Questeur du palais sacré sous l'empereur Nicéphore Ier il prend la tête d'une conspiration avec plusieurs hauts dignitaires ecclésiastiques en février 808. Le complot est découvert ; tonsuré, Arsaber est exilé dans un monastère de Bithynie.

### Sous MichelIerRanghabé (r. 811-813)
- Nicéphore (César) (812) : À nouveau les « frères » (comprenant probablement Nicéphore) qui entretemps ont été transférés à Panomos dans la mer de Marmara font partie d’une conspiration organisée par un groupe de hauts-gradés militaires mécontents. Michel Ier Ranghabé mate rapidement la révolte et les « frères » sont exilés cette fois dans l’ile d’Aphousia.

### Sous Michel II (r. 820-829)
- Thomas le Slave (821-823) : Après le meurtre de Léon V l'Arménien et l'usurpation du trône par Michel II, Thomas se révolte et réclame le titre impérial, parvenant à s'assurer du soutien des thèmes d’Asie mineure. Michel II, avec l’aide des Bulgares, réussit à mater les forces de Thomas venues assiéger Constantinople, Vaincu, Thomas trouve refuge à Arcadiopolis où il est finalement capturé et exécuté.
- Euphèmios (826-827) : Amiral byzantin, devenu strategos de Sicile, il s’oppose à Michel II après la défaite de Thomas le Slave lorsque l’empereur tente de reprendre la maitrise de l’Ile. Il est alors proclamé empereur par une partie des troupes, mais l’ensemble de l’armée ne suit pas. Il se réfugie alors en Afrique du Nord et offre la souveraineté de l’ile à l'émir aghlabide qui organise une expédition maritime pour s’en emparer. Il sera tué dans un combat après le débarquement.

### Sous Théophile (r. 829-842)
- Théophobos (838-839) : Général kurde entré au service de l'Empire byzantin lors du règne de l'empereur Théophile, Il est présent lors de la défaite byzantine à la bataille d'Anzen. Après la bataille, les troupes « perses » se rassemblent à Sinope et déclarent Théophobos empereur, probablement contre sa volonté. Théophile lance ses troupes contre lui et Théophobos accepte de se rendre ; rétabli dans ses charges, l’empereur le fait néanmoins exécuter.

### Sous Michel III (r. 842-867)
- Karbéas (843-863) : Officier perse dans l’armée byzantine, il soutient la cause des Pauliciens persécutés par l’impératrice Théodora. Avec l'aide de l'émir Omar al-Aqta, il crée une principauté indépendante dans la région du haut Euphrate. Il meurt en 863, soit de causes naturelles, soit aux mains des Byzantins à la suite de la bataille de Poson.

### Sous BasileIer(r. 867-886)
- Chrysocheir (863-872) : Neveu de Karbéas, il lui succède en 863, mais est défait à la bataille de Bathys Ryax et est exécuté.
- Jean Kourkouas (IXe siècle) (886) : Commandant militaire, il mène une conspiration contre l'empereur Basile Ier le Macédonien. Il a l'intention de frapper le jour de l'Annonciation mais son plan est divulgué par son propre chambellan ; de même que ses complices, il est banni et ses propriétés confisquées.

## Tentatives infructueuses d’usurpation auXesiècle

### Sous Léon VI le Sage (r. 886-912)
- Andronikos Doukas (906-907) : Domestique des Scholes, il refuse, sur réception d’une fausse lettre faisant craindre pour sa vie, de rejoindre avec ses troupes une flotte que l'amiral Himérios rassemblait sur la côte de la Mer Égée pour attaquer les Arabes. Pourchassé par le nouveau domestique des Scholes, il se réfugie en territoire arabe et meurt à Bagdad.

### Sous Constantin VII (r. 913-959)
- Constantin Doukas (usurpateur) (913) : Fils du précédent, il est approché à la mort de l’empereur Alexandre par le patriarche Nicholas qui craint une régence de l’impératrice Zoé Carbonopsina. Il est d’abord acclamé comme empereur par la foule, mais ses troupes se heurtent à la garde impériale. Un combat sanglant se déroule devant la Chalkè au cours duquel il perd la vie alors qu’il tente de fuir.
- Léon Phocas dit l’Ainé (919) : Démis de ses fonctions de domestique des Scholes par le patriarche Nicolas Mystikos, il tente de s’opposer à la nomination de Romain Lécapène comme tuteur du jeune empereur Constantin VII. Bientôt abandonné par ses troupes, Léon est contraint à la fuite mais il est capturé et aveuglé en Bithynie par des hommes de l'empereur.
- Bardas Boilas (923) : Strategos de Chaldée, il est arrêté en 923 pour avoir conspiré contre Romain Ier Lécapène.
- Basile à la main de cuivre (932) : Prétendant être l’usurpateur Constantin Doukas (voir 913), il organise une révolte en Bithynie mais est capturé et a la main droite amputée. Il la remplace par une main de cuivre (d’où son surnom) et lance une deuxième révolte qui échoue comme la première. Il est brulé vif sur le Forum Armastrianum.

### Sous Romain II (r. 959-963)
- Basile Peteinos (961) : Ami d’enfance de Constantin VII, il sert dans la garde impériale lorsqu’il est impliqué dans un complot au cours duquel les deux fils de l’empereur sénior Romain Lécapène devaient déposer celui-ci. Constantin VII deviendra effectivement seul empereur et remerciera Basile en faisant de lui le chef de la garde impériale. Après la mort de Constantin il est impliqué dans un autre complot visant à renverser son fils, Romain II. Arrêté, il est banni à l’ile de Prokonnesos.

### Sous Nicéphore II (r. 963-969)
- Kalokyros (968-971) : Ayant la dignité de patrikios, Kalokyros est envoyé à la cour de Sviatoslav de Kiev pour le persuader de déclarer la guerre aux Bulgares avec qui les Byzantins sont eux-mêmes en guerre. Il tente plutôt de gagner l’appui de leur souverain pour ses propres ambitions au trône. Il est capturé au cours du conflit qui s’ensuit entre Rus’ et Byzantins et exécuté.

### Sous JeanIerTzimiskès (r. 969-976)
- Léon Phocas le Jeune (970) : Frère cadet de l’empereur Nicéphore II, il tente de faire valoir ses droits au trône contre Jean Ier. En 970, il mène en vain une révolte, puis une autre en 971. Il est alors condamné à mort puis, gracié, il est exilé sur l'île de Prote.

### Sous Basile II (976-1025)
- Bardas Phocas le Jeune (971 et 987-989) : Fils de Léon Phokas le Jeune, il fomente une rébellion en 971 mais est capturé par Bardas Sklèros. Ce dernier s’étant rebellé à son tour, Phokas est libéré pour mettre fin à cette nouvelle rébellion, ce qu’il fait en 979. Toutefois, il se voit retirer le commandement des armées pour devenir duc d’Antioche, poste l’envoyant loin de Constantinople. Il est alors acclamé empereur par ses troupes et retourne à Constantinople. Basile II reçoit alors l’appui du prince de Kiev qui lui envoie des troupes. Les deux armées se font face à Abydos le 13 avril 989. Phokas tente de charger l’empereur, mais, probablement victime d’une crise cardiaque, tombe de cheval et meurt.
- Bardas Sklèros (976-979 et 987-990) : À la mort de Jean Ier Tzimiskès (976), il est démis de ses fonctions à la tête des troupes d’Asie. Il entre en révolte et se fait proclamer empereur par son armée ; le grand chambellan Basile envoie alors contre lui Bardas Phokas le Jeune qu’il fait sortir de prison après trois expéditions sans résultat. Il est finalement battu par ce dernier en 979 et se réfugie chez les Arabes qui lui permettent de se reconstituer une armée. Basile II doit alors faire face à deux usurpateurs qui se disputent le pouvoir : Bardas Phokas et Bardas Sklèros. Tandis que Bardas Phokas est vaincu et tué par Basile II, Bardas Sklèros parvient à négocier la paix et se retire dans ses terres où il meurt peu après.
- Nicéphore Phocas Barytrachelos (1022) : Fils de Bardas Phokas le Jeune, Il joue un rôle actif dans la rébellion infructueuse de son père contre Basile II en 987-989. Après la mort de son père, il demande le pardon de Basile qu’il obtient. En 1022 il déclenche une nouvelle rébellion avec le général Nicéphore Xiphias. Ce mouvement obtient un important soutien mais la méfiance entre les deux hommes conduit à l'assassinat de Phokas par Xiphias le 15 août 1022.

## Tentatives infructueuses d’usurpation auXIesiècle

### Sous Constantin VIII (r. 1025-1028)
- Constantin Bourtzès (1025) : Peu connu ; il est accusé de conspiration par l’empereur et aveuglé.
- Nicéphore Comnène (1025) : Gouverneur de la région arménienne du Vaspourakan, il tombe en disgrâce car des soupçons de déloyauté pèsent sur lui. Il est alors rappelé à Constantinople où il est aveuglé.
- Bardas Phokas (1026) : Petit-fils de Bardas Phokas le Jeune, il est accusé par les eunuques du palais de complot et aveuglé.

### Sous Romain III Argyre (r. 1028-1034)
- Constantin Diogène (1029 et 1032) : Doux de Thessalonique, il est le deuxième plus important général de l’empire sous Basile II. Il est arrêté en 1029 en raison de sa participation à une conspiration contre l'empereur Romain III Argyre. Il est emprisonné, puis doit entrer dans un monastère avant de se suicider en 1032 au cours d'une enquête sur une nouvelle conspiration.
- Basile Sklèros (1033) : Petit-fils du général Bardas Sklèros qui s’était soulevé contre l’empereur Basile II, il entre en conflit sous Constantin VIII avec le gouverneur du thème des Bucellaires. En réaction, l’empereur les exile tous deux sur les îles des Princes. A l’arrivée sur le trône de Romain III, il est réhabilité et promu au rang de magistros. Néanmoins, il est reconnu coupable de conspiration contre le trône et banni de Constantinople par Romain III.

### Sous Michel IV le Paphlagonien (r. 1034-1041)
- Elpidios Brachamios (1034) : Leader d’une révolte populaire à Antioche qui conduit à l’arrestation de Constantin Dalassène (duc d'Antioche).
- Constantin IX Monomaque (1034 et 1038) : Avant de réussir à devenir empereur par son mariage avec l’impératrice Zoé Porphyrogénète il est à deux reprises accusé de conspirer contre Michel IV et exilé à Lesbos.
- Stefan Vojislav (1034 et 1040-1052) : Originaire de Serbie, il commence sa carrière en 1018 comme gouverneur au service de l'Empire byzantin, jusqu'à ce qu'il mène une révolte infructueuse en 1034 et qu'il soit emprisonné à Constantinople. Il réussit à s'échapper et retourne dans ses domaines où non seulement il obtient l’indépendance de son petit État, mais encore étend sa souveraineté sur le sud de la Dalmatie jusqu’à obtenir la suprématie sur les autres princes serbes.
- Basile Synadenos (1040) : Strategos de Dyrrachium, il tente de mettre fin à la rébellion de Pierre Deljan. Toutefois, accusé par d’autres commandants militaires de conspirer contre Michel IV il est arrêté.
- Michel Ier Cérulaire (1040) : D’abord haut fonctionnaire, il est impliqué dans un complot contre Michel IV. Exilé avec son frère à Prinkipo il se tourne vers la carrière ecclésiastique et prend un nouveau départ. Rappelé d’exil par Constantin IX Monomaque il est choisi comme nouveau patriarche de Constantinople à la mort d’Alexis Studite.
- Grégoire Taronitès (1040) : Patricien, il organise une révolte en Phrygie mais est capturé.
- Atenulf (1040-1042) : Fils du prince Landulf V de Bénévent, première principauté indépendante du Mezzogiorno, il est choisi par le Lombard Arduin et ses mercenaires normands pour conduire une révolte contre les autorités byzantines. Il est défait par le nouveau catépan byzantin.
- Pierre Deljan (1040-1041) : Se prétendant descendant du tsar Samuel de Bulgarie, il prend la tête d’une révolte contre les Byzantins après avoir été proclamé tsar sous le nom de Pierre II. Pendant le siège de Thessalonique il est trahi par Alousianos, petit-fils d'Aaron, frère du tsar Samuel, qui le force à le reconnaître comme codirigeant de la rébellion. En 1041, Alousianos fait aveugler Deljan, se fait proclamer tsar à sa place, et le livre à l'empereur Michel IV qui le fait exécuter à Constantinople.

### Sous Constantin IX (r. 1042-1055)
- Argyre (1042) : Noble lombard, il participe avec des mercenaires normands à la révolte contre les autorités byzantines. Cependant en 1042 il se rallie aux Byzantins qui lui ont offert de devenir catépan d’Italie. Une fois la paix revenue en Italie byzantine, Argyre se rend à Constantinople et reçoit le titre de duc d'Italie, de Calabre, de Sicile et de Paphlagonie.
- Théophile Érotikos (1042) : Gouverneur de Chypre il décide de profiter de la mort de Michel V en 1042 pour pousser la population locale à se révolter. Constantin IX Monomaque, envoie une flotte dirigée par Constantin Chage qui réprime rapidement la rébellion et arrête Érotikos. Ce dernier est emmené à Constantinople où il est tonsuré et exilé.
- Georges Maniakès (1042-1043) : Général byzantin ayant entrepris la reconquête du sud de l’Italie, son tempérament colérique le fait rappeler à Constantinople. Furieux, il entre en rébellion et meurt au cours d’une bataille entre ses forces et une armée byzantine envoyée pour le capturer.
- Stephanos Pergamenos (1043) : Eunuque à la cour byzantine, il obtient au début du règne de Constantin IX le rang de sebastophoros et est chargé de mettre un terme à la révolte de Georges Maniakès. Ceci fait, il se révolte contre Constantin. Accusé de trahison, il doit se faire moine et est exilé.
- Léon Tornikios (1047) : Général byzantin d'origine arménienne et neveu de Constantin IX. Nommé doux d’une province à la frontière orientale de l’empire, il profite d’une révolte qui éclate en Thrace pour se faire acclamer empereur par les troupes locales et marcher sur Constantinople. Repoussé, il voit ses troupes se débander. Il est alors capturé et aveuglé.
- Nikephoros Kampanares (1050) : Juge et éparque d’un thème, il est soupçonné par l’empereur de complot et exilé; il sera plus tard gracié et rappelé d’exil.
- Romanos Boilas (1051 ou 1052) : Sénateur, Romanos Boilas commande la garde palatiale. Il prend part en 1051 ou 1052 avec nombre d’autres sénateurs et militaires à un complot contre l’empereur auquel il participe parce qu’amant de l’épouse de Constantin IX. Arrêté, il obtient le pardon impérial.
- Constantin Barys (1052) : Il est exilé par Constantin IX étant soupçonné de complot pour s’emparer du trône. Encore en exil, il prépare un nouveau complot contre l’empereur. Le complot est cependant déjoué, Constantin est arrêté et a la langue coupée.

### Sous Théodora (r. 1055-1056)
- Nicéphore Proteuon (1055) : Gouverneur de la Bulgarie dans les dernières années du règne de Constantin IX, il aurait été désigné par ce dernier sur son lit de mort comme successeur barrant la route à Théodora Porphyrogénète, dernière représentante de la dynastie macédonienne. Quittant son monastère, celle-ci fait arrêter Nicéphore alors qu’il se met en route vers Constantinople et l’exile dans le thème des Thracésiens.

### Sous Michel VI (r. 1056-1057)
- Théodose Monomaque (1056) : Neveu de l'empereur Constantin IX Monomaque, il tente à la mort de Théodora, l'impératrice qui succède à Constantin, de s'emparer du trône au détriment de Michel VI Bringas ; privé de tout soutien populaire, il échoue et est contraint à l'exil.
- Nicéphore Bryenne (1057) : Important général dans l’armée byzantine, il a déjà été impliqué dans des complots contre l’impératrice Théodora. Il retourne néanmoins à la cour au début du règne de Michel VI qui refuse de lui rendre les biens qui lui ont été confisqués. Quand on lui ordonne d’aller renforcer avec ses hommes l’armée de Cappadoce, il se révolte, mais est arrêté par des forces loyales à l’empereur et aveuglé.
- Hervé Frankopoulos (1057) : Aventurier normand, Frankopoulos (fils de Francs) devient commandant de la garde impériale et exige de nouveaux titres qui lui sont refusés par Michel VI. Il tente alors d’établir son propre État indépendant en Asie mineure mais est capturé par l'émir d'Ahlat, Abu Nasr.

### Sous Michel VII Doukas (r. 1071-1078)
- Philaretos Brakhamios (1071-1078) : À la mort de Romain IV Diogène et à la suite de la bataille de Manzikert (1071), il est acclamé empereur par ses troupes et établit une principauté indépendante en Cilicie. Perdant progressivement ses appuis, il abandonne ses revendications au titre impérial en 1078 en échange du titre de doux d’Antioche.
- Constantin Bodin (1072) : Roi de Dioclée de 1081 à 1101, il est choisi par les nobles locaux comme empereur (tsar) de Bulgarie sous le nom de Pierre III (Petăr III) en 1072. Il subit toutefois une défaite écrasante à la bataille de Kastoria et est capturé par les Byzantins l’année suivante. Il est d’abord emprisonné à Constantinople, puis à Antioche.
- Roussel de Bailleul (1073-1074) : Aventurier normand, il crée dans les années 1070 l'éphémère principauté d'Ancyre, en Asie mineure. Après avoir mis à sac Chrysopolis il se dirige vers Constantinople et défait une armée envoyée contre lui sous les ordres du césar Jean Doukas. Il sera à son tour défait par le général (et futur empereur) Alexis Comnène et est ramené à Constantinople en 1074. Libéré de prison par Michel VII Doukas lors de la révolte de Nicéphore Bryenne en 1077, il prendra la tête des troupes chargé de réprimer le soulèvement.
- Jean Doukas (1074) : Oncle de Michel VII, il commande une armée chargée de défaire les mercenaires de Roussel de Bailleul, mais est défait par ce dernier. N’étant pas certain de pouvoir vaincre l’empereur, Roussel proclame plutôt Jean Doukas empereur et le charge de renverser son neveu. Michel VII s’allie alors avec Suleyman et parvient à tendre une embuscade à Roussel et Jean. Si le premier parvient à s’échapper, le second est fait prisonnier, mettant ainsi un terme à la rébellion.
- Nestor (1076-1078) : Doux de Paristrion sur le Danube, il se rebelle en 1076 après avoir vu ses biens confisqués par le ministre Nikephoritzès. À la tête de la garnison locale et avec l’appui des Petchenègues il marche sur la capitale exigeant le renvoi du ministre. Ses troupes locales s’étant débandées, il est défait par Alexis Comnène en 1078 et doit retourner avec ses Petchnègues à Paristrion.
- Levon Davatanos (1077-1078) : Doux d’Édesse, il prend le commandement d’une révolte rapidement maitrisée dans la cité.
- Nicéphore Bryenne (1077-1078) : Le règne de Michel VII s’avérant désastreux, divers généraux se révoltent. Parmi eux, Nicéphore Bryenne ; il pousse ses soldats à la révolte le 3 octobre 1077 et marche sur Andrinople où il est proclamé basileus. Toutefois dans la capitale, un autre général, Nicéphore Botaniatès, profite d’une émeute qui chasse Michel VIII et se voit proclamer basileus sous le nom de Nicéphore III.

### Sous Nicéphore III Botaniatès (r. 1078-1081)
- Constance Doukas (1078) : Frère cadet de Michel VII, il veut faire valoir ses droits au trône lorsque ce dernier est renversé. Mais dès que Nicéphore II entre à Constantinople, le nouveau souverain contraint le malheureux Constance à se faire moine et l’exile sur les Iles des Princes dans la mer de Marmara.
- Nicéphore Basilakios (1078) : Doux de Dyrrachium sous le règne de Michel VII il envisage de se rebeller dès l'été 1077, mais ne passe à l'action qu'au printemps 1078, après l'abdication de ce dernier lorsque Nicéphore III s’empare du pouvoir. Contrôlant la Macédoine occidentale, il est installé à Thessalonique lorsqu’Alexis Comnène chargé de mettre fin à la rébellion l’attire dans un piège et le défait. Il sera aveuglé pendant son transfert vers la capitale.
- Nicéphore Mélissène (1080-1081) : Resté fidèle à Michel VII, il tente de s’opposer à l’accession de Nicéphore III au trône. Exilé par ce dernier, il s'empare avec l'aide des Turcs des territoires d'Asie mineure encore byzantins et usurpe le titre impérial. Toutefois, après la révolte de son beau-frère Alexis Ier Comnène qui parvient à s'emparer de Constantinople, il met fin à sa révolte et accepte avec le rang de césar le gouvernorat de Thessalonique.
- Roupen Ier (1080-1095) : Général arménien, il s’installe en 1080 après le massacre des différents princes arméniens par les Byzantins à Bartzeberd, l'un des points les plus inaccessibles de la montagne cilicienne, dont il proclame l’indépendance.

### Sous Alexis Ier Comnène (r. 1081-1181)
- Raiktor (1081) : Moine orthodoxe qui usurpe l’identité de Michel VII après que ce dernier eût été renversé et confiné à un monastère ; il est utilisé par le Normand Robert Guiscard comme prétexte pour venger l’usurpation de Nicéphore III et envahir l’Empire byzantin.
- Constantin Humbertopoulos (1091) : Général byzantin d’origine normande, il est officier de Nicéphore Botaniatès, dont il dirige les tagmata francs. Il est fait gouverneur de Cyzique par Alexis Ier mais peu après la bataille de la colline de Lebounion, il participe à un complot contre Alexis. Il est arrêté et subit un léger châtiment après quoi il est pardonné et reçoit en 1094 le titre de sébaste.
- Zachas (1092) : Général turc seldjoukide, il est capturé par les Byzantins lors d'une de ses expéditions en Asie Mineure ; après avoir appris le grec et devenu habitué du palais impérial, il devient protonobélissime. Désirant s’emparer de l’empire il s’installe à Smyre d’où il prend le contrôle de plusieurs iles avant de se proclamer basileus. En 1093 il sera assassiné par son beau-père, le sultan de Rum Kılıç Arslan Ier.
- Jean Comnène (1092) : Neveu de l’empereur Alexis Ier et doux de Dyrrachium, il est accusé par Théophylacte archevêque d'Ochrid de complot contre l'empereur. Il se rend à Philippopolis où Alexis réside pour se justifier : l’affaire débouche sur une querelle familiale entre Alexis et son frère ainé Isaac. Alexis rejette les accusations et confirme Jean dans ses fonctions de gouverneur de Dyrrachium.
- Karykès (1093) : Gouverneur byzantin de la Crète qui se révolte contre Alexis Ier Comnène entre 1090 et 1093 peut-être en réaction à la politique fiscale de l'empereur. En 1092 ou 1093, l'empereur envoie l'amiral Jean Doukas reprendre l'île. La menace de son arrivée déclenche une contre-révolution sur l’ile et Karykès est massacré par la population.
- Rhapsomatès (1093) : Gouverneur byzantin de Chypre, il se révolte contre l’autorité d’Alexis Ier à la même période que Karykès sur l'île de la Crète. Si l’apparition de la flotte de Jean Doukas met rapidement un terme au soulèvement crétois, à Chypre, Rhapsomatès oppose une résistance plus vive, car tant l’élite politique que les forces armées locales semblent appuyer le rebelle. Doukas doit débarquer pour mener une campagne terrestre et avec l'aide du général Manuel Boutoumitès, capture Rhapsomatès.
- Michel Tarônitès (1094) : Beau-frère d’Alexis Ier, il participe activement au complot de Nicéphore Diogène en 1094. Il est alors exilé et devient moine sous le nom Eumathios.
- Pseudo Constantin Diogène (1094) : D’origine obscure, il prétend être le fils de Romain IV Diogène. Exilé à Cherson en Crimée, il s’échappe et trouve refuge chez les Coumans avec qui il envahit l'empire en 1095, s’avançant jusqu’à Andrinople avant d’être capturé et aveuglé par des forces loyales.
- Nicéphore Diogène (1094) : Fils de Romain IV Diogène il est aussi le demi-frère de l'empereur Michel VII Doukas, il se voit confier en 1085 l’administration de la Crète. C’est lui qui a nommé Karykès gouverneur et semble dès ce moment comploter contre Alexis. En juin 1094, alors que l’armée campe aux abords de Constantinople, il est surpris avec un poignard près de la tente impériale. Quelques jours plus tard, dans la propriété de Constantin Doukas, il tente d’assassiner l’empereur. Il est rapidement pris, aveuglé et exilé dans ses domaines.
- Théodore Gabras (1091) : Général byzantin venant de Chaldée, il remporte de nombreuses victoires contre les Turcs reprenant le contrôle de Trébizonde qu’il administre de façon quasi-autonome avant de retourner à Constantinople. Mais Alexis Ier se méfie de ce général impulsif et le nomme doux de Trébizonde ; il lui ordonne alors de rejoindre son poste, laissant son fils Grégoire comme otage à Constantinople. En 1091, Théodore rejoint son fils et, défiant l’empereur, tente de le ramener avec lui, sans succès. Il continuera par la suite sa carrière militaire.
- Grégoire Taronitès (gouverneur de Chaldée) (1104) : Gouverneur de Chaldée, il se rebelle contre l'empereur Alexis Ier en 1103-1104. Gouvernant sa province comme un État indépendant, Alexis envoie une armée dirigée par Jean Taronitès, son cousin de Grégoire, contre lui. Capturé, il est emprisonné quelque temps de la prison d'Anemas, avant d'obtenir le pardon impérial.
- Michel Anemas (1105) : Il conspire avec trois de ses frères contre l’empereur Alexis Ier pour placer Jean Solomon comme empereur fantoche sur le trône ; le complot est découvert et Anemas et ses complices sont capturés. Condamné à être aveuglé, il est gracié et enfermé dans une nouvelle prison qui depuis porte son nom.
- Aron (1107) : Descendant illégitime d’un prince bulgare, il fomente un complot pour assassiner Alexis Ier alors que celui-ci campe près de Thessalonique. La présence de l’impératrice Irène et de sa suite qui veillent nuit et jour sur l’empereur rend la chose difficile. Pour la forcer à retourner à Constantinople, les complices produisent des pamphlets ridiculisant celle-ci. Une recherche pour découvrir les auteurs révèle en même temps le complot, à la suite de quoi Aron est exilé.
- Pseudo Léon Diogène (1116) : Comme le pseudo Constantin Diogène (voir 1094), Léon se prétend fils de Romain IV. Beau-fils de Vladimir II Monomaque il tente de renverser l’autorité byzantine en Bulgarie.

## Tentatives infructueuses d’usurpation auXIIesiècle

### Sous Jean II Comnène (r. 1118-1143)
- Constantin Gabras (1126-1140) : Devenu doux de Chaldée, Constantin comme son père Théodore, gouverne Trébizonde et la région de façon quasi-autonome. En 1140, Jean II Comnène se rend en Chaldée avec le gros de l'armée byzantine, dans le but de combattre les Danichmendides. Impressionné par ce déploiement de forces, Constantin renonce à toute velléité d’indépendance et se rallie à l’empereur.
- Cassianus (1125-1130) : Doux de Paphlagonie, il entre en rébellion à la même époque que Constantin Gabras. Craignant que Jean II Comnène ne reprenne les provinces rebelles qui bordent la mer Noire, il cède la province à Gazi Gümüshtigin, l’émir des Danishmendides.

### Sous ManuelIerComnène (r. 1143-1180)
- Thoros II (prince d'Arménie) (1145-1169) : Son père a conquis la Cilicie, mais est vaincu en 1136 par l'empereur byzantin Jean II Comnène ; Thoros est alors emmené en captivité avec ses parents à Byzance. Il parvient à s'évader en 1143 et revient dans les montagnes ciliciennes où il prend le contrôle de nombreuses villes. En 1158, l'empereur Manuel Ier Comnène revient à la tête d'une armée et reprend le contrôle de la plaine, mais laisse Thoros dominer les montagnes ; en 1163 une trêve est conclue consacrant le statu quo.
- Andronic Ier Comnène (1154) : Le futur empereur (r. 1183-1185) est cousin de Manuel Ier avec qui il entretient des relations difficiles. En 1153, il est nommé thémarque de Naissos dans les Balkans où il négocie avec le royaume de Hongrie, rival régional de l'Empire. Il en profite, semble-t-il, pour s'assurer du soutien des Hongrois en vue de s'emparer du trône impérial et promet à ceux-ci les villes de Niš et de Braničevo. Mis au courant de cette conspiration, Manuel rappelle Andronic auprès de lui. Revenu à Constantinople, il entretient de mauvaises relations avec la haute aristocratie et Manuel le fait emprisonner.

- Alexis Axouch (1167) : Général byzantin d’origine turque, il participe à plusieurs campagnes militaires au cours du règne de l'empereur Manuel Ier Comnène. Entre 1167 et 1170, il tombe en disgrâce auprès de Manuel après avoir été accusé de conspiration contre l'empereur et, semble-t-il, de sorcellerie. Déclaré coupable il est exilé dans un monastère jusqu’à la fin de sa vie.

### Sous Alexis II Comnène (r. 1180-1183)
- Andronic Kontostéphanos (1182) : Mega doux et amiral de la flotte byzantine, il aide Andronic Ier Comnène à prendre le pouvoir en 1182. Toutefois, la nature tyrannique du pouvoir d'Andronic et sa détermination à réduire l'influence des familles aristocratiques byzantines entraînent une réaction d'Andronic Kontostéphanos et d'Andronic Ange qui complotent pour le renverser. Le complot est découvert : Andronic Kontostéphanos est capturé et est aveuglé avec ses fils, alors qu’Andronic Ange réussit à s'enfuir.
- Andronic Doukas Ange (1183) : Commandant militaire et diplomate byzantin, il est envoyé après la mort de Manuel mettre un terme à la rébellion d’Andronic Ier Comnène en 1182, mais il est vaincu et se rallie. Peu de temps après, il mène avec d’autres aristocrates une conspiration contre l’empereur, mais quand le complot est découvert, ses fils et lui doivent fuir l’empire. Andronic se réfugie à Acre, où il meurt.
- Jean Comnène Vatatzès (1183) : Commandant en chef de l'armée byzantine et gouverneur du thème de Thrace à la mort de l’empereur Manuel, il refuse de se rallier à Andronic Ier après sa prise du pouvoir. Il déclenche sa rébellion en Asie mineure ; Andronic envoie le général Andronic Lapardas pour mettre fin à la révolte. Jean a raison de celui-ci mais décède de mort naturelle ce qui met fin à l’insurrection.
- Théodore Ange (1183-1184) : Fils d’Andronic Doukas Ange, il entre en rébellion à Nicée avec son frère Isaac Ange contre Andronic Ier encore simple régent. Au début de 1184, Isaac doit capituler et remettre Nicée à Andronic. Théodore pour sa part est capturé à Boursa et aveuglé.

### Sous AndronicIerComnène (r. 1183-1185)
- Andronic Lapardas (1183) : Général byzantin, il entre en rébellion à l’annonce de l’usurpation d’Andronic Ier et du meurtre d’Alexis II Comnène. Il est capturé en Asie mineure où il tente de lever une armée par des officiers loyaux à Andronic, est aveuglé et peu après exécuté.
- Théodore Cantacuzène (1184) : Gouverneur de Boursa, il tente d’assassiner Andronic Ier mais son cheval trébuche durant la manœuvre ; Théodore est projeté au sol et immédiatement décapité par la garde impériale.
- Isaac Doukas Comnène (1184-1191) : Membre de la famille Comnène, il se rebelle à la prise du pouvoir par Andronic Ier, lève une troupe de mercenaires avant de faire voile vers Chypre dont il s’empare et où il se proclame basileus. Son règne en sera un de terreur auquel mettra fin Richard Ier d’Angleterre qui capturera l’ile alors qu’il fait route vers la Terre Sainte lors de la troisième croisade.
- Alexis Comnène (1185) : Petit-neveu de Manuel Ier Comnène, il est exilé par Andronic Comnène et doit fuir à la cour de Guillaume II de Sicile. Il obtient l’appui de celui-ci pour revendiquer le trône. Guillaume II se sert ainsi de lui pour lancer son invasion de l’empire et s’emparer de Thessalonique.
- Alexis Comnène (1185) : Fils illégitime de Manuel Ier Comnène et beau-frère d’Andronic, il est proclamé empereur par les frères Sébastianus. Accusé de conspiration contre l’empereur avec l’autre Alexis Comnène il est aveuglé et contraint à se faire moine.

### Sous Isaac II Ange (r. 1185-1195)
- Andronic Bryennios (1186) : Gouverneur de Thessalonique, il est accusé de conspirer avec Alexis Comnène pour s’emparer du trône et exécuté sans procès.
- Alexis Branas (1187) : Proche parent de la famille impériale des Comnènes, Il est l'un des rares généraux byzantins à ne jamais se révolter contre Andronic Ier Comnène, qui le récompense en lui conférant le titre élevé de protosébaste. Lorsqu’Andronic est remplacé par Isaac II Ange, Alexis qui n’apprécie pas le nouvel empereur tente en 1186 de soulever le peuple contre lui. Il échoue et Isaac se contente de le relever de ses commandements. Rappelé en 1187, pour mater le soulèvement des Bulgares et des Valaques, il se proclame empereur à Andrinople. Il est arrêté par Conrad de Montferrat sous les murs de Constantinople et exécuté.
- Théodore Mancaphas (1188-1189 et 1204-1206) : Gouverneur de Philadelphie, il se déclare empereur en 1188 forçant Isaac à marcher contre lui. Mais inquiet de l’arrivée de Frédéric Barberousse, Isaac se hâte de négocier la paix avec Théodore, lui accordant son pardon en échange de l'abandon du titre impérial. Après la chute de Constantinople en 1204, il renouvelle sa tentative. Vaincu par Henri de Flandres lors de la bataille d’Adramyttium en 1205, il retourne à Philadelphie jusqu’à la conquête de ses territoires par Théodore Laskaris de Nicée en 1205.
- Constantin Tatikios (1190) : Avec quelque 500 partisans il tente de renverser Isaac II ; le complot échoue, il est arrêté et aveuglé.
- Basile Chotzas (1190-1204) : Leader d’une rébellion qui crée un État quasi-autonome à Tarse dans le nord-ouest de l’Anatolie.
- Constantin Aspietes (1190/1191) : Doux de Skopje pendant les efforts byzantins pour réprimer la rébellion bulgare-valaque des frères Pierre et Ivan Asen, il distribue aux troupes leurs salaires annuels impayés, provoquant la colère d’Isaac II qui l’accuse de complot et le fait aveugler.
- Isaac Comnène (1191) : Neveu d’Andronic Ier Comnène, il est incarcéré lorsque son oncle est renversé. Il s’échappe de prison et se réfugie dans Hagia Sophia où il tente d’ameuter la populace en sa faveur. Capturé, il est lynché le lendemain.
- Pseudo-Alexis II (1192) : Jeune homme dont la ressemblance avec Manuel Ier Comnène lui permet de se faire passer pour son fils, Alexis II assassiné en bas âge sur ordre d’Andronic Ier. Il obtient l’appui du sultan Kilij Arslan II et ravage la vallée du Méandre. Il est assassiné par un prêtre qui lui reproche d’avoir cherché l’appui des musulmans.
- Pseudo-Alexis II (1192) : Autre simulateur se faisant passer pour Alexis II, il se soulève en Paphlagonie, mais est défait par Théodore Choumnos, haut-fonctionnaire local, qui le capture et le fait mettre à mort.
- Constantin Ange Doukas (1193) : Cousin d’Isaac II et gouverneur de Phillippopolis, il obtient un certain succès contre les Bulgares et les Valaques. Enhardi, il vise le trône impérial. Il se dirige alors vers Adrianople où ses partisans s'emparent de lui et le livrent à l'empereur qui le fait aveugler.

### Sous Alexis III Ange (r. 1195-1203)
- Alexios Kontostephanos (1195 et 1200) : Ancien gouverneur de Crête, il est acclamé empereur par la foule qui affirme ne plus vouloir être gouvernée par la famille Comnène. Capturé et emprisonné, il fera un deuxième essai en 1200, à nouveau sans succès.
- Pseudo-Alexis II (1196) : Autre simulateur dont on ne connait pas l’identité véritable, il se prétend Alexis II à Nicomédie. Capturé, il est aveuglé.
- Ivanko (1198-1200) : Boyard bulgare, il tue en 1196 son cousin, Ivan Asen qui vient de fonder le deuxième empire bulgare. Après avoir épousé Theodora Angelina, la fille du sébastokrator Isaac Comnène Vatatzès, il se rebelle contre Byzance et établit une principauté dans les Rhodopes. Capturé durant une négociation avec Alexis Paléologue il est immédiatement emprisonné puis exécuté.
- Dobromir Chrysos (1198-1202) : Seigneur valaque actif en Macédoine orientale, il est emprisonné pour ses velléités d’indépendance. Après sa libération en 1196, il devient gouverneur de Strumica et, avant la fin de l'année, dirige une révolte en lançant des raids contre les terres situées entre le Strymon et le Vardar. Pour obtenir son appui lors de la révolte d’Ivanko, Alexis III lui promet la main de Theodora Angelina épouse de ce dernier. Sa forteresse est prise par les Bulgares de Kaloyan en 1202.
- Michel Cantacuzène (1199) : Mis aux arrêts par Alexis III en 1195, il se proclame empereur en 1199, mais sans effet.
- Jean Comnène le Gros (1201) : Noble byzantin, il tente de s'emparer du trône impérial le 30 juillet 1201 (ou 1200) en se faisant couronner par un moine à Hagia Sophia et prend brièvement le contrôle du Grand Palais. La nuit suivante les Varanges ont peu de difficultés à mater la rébellion. Jean Comnène est alors capturé avec ses partisans et exécuté.
- Léon Chameretos (1200-1206) : Officier promu général en 1193 par Isaac II Ange, il combat les Bulgares, puis les Serbes avant d’être emprisonné. S’étant échappé de prison, il s’enfuit dans la région de Laconie où il se proclame empereur après la chute de Constantinople. Il sera défait et tué en action lorsque les Vénitiens s’empareront de la Laconie en 1206.
- Michel Ier Comnène Doukas (1200-1201) : Cousin des empereurs Isaac II et Alexis III Ange, il est détenu en otage au cours de la Troisième Croisade et commence sa carrière comme gouverneur du thème de Mylasa et Melanoudion où il se rebelle contre Alexis III. Défait, il s’enfuit chez les Turcs seldjoukides. Après le sac de Constantinople par les croisés, il s’établit en Épire où son domaine devient rapidement un refuge pour les Grecs fuyant la capitale et un centre de résistance aux Latins.
- Léon Sgouros (1201-1208) : Seigneur héréditaire de la région de Nauplie, il proclame son indépendance face à Alexis III et étend son territoire en Grèce centrale et en Thessalie. Toutefois les croisés le forcent à se replier dans le Péloponnèse. Assiégé dans la forteresse de l’Acrocorinthe, il se suicide en 1208.
- Jean Spyridonakès (1201) : D’abord chef du trésor impérial, il est nommé gouverneur du thème de Smolena en Macédoine orientale où il se rebelle en 1201 contre Alexis III à la faveur des autres révoltes qui secouent l’empire. Il est rapidement vaincu par Alexis Paléologue, le beau-fils de l'empereur et doit trouver refuge auprès de la cour de l'empereur bulgare Kaloyan.

## Tentatives infructueuses d’usurpation auXIIIesiècle

### Sous Alexis IV Ange (r. 1203-1204)
- Léon Gabalas (1203-1239) : Gouverneur de Rhodes, il y établit une principauté indépendante après la chute de Constantinople en 1204. Il reconnaît toutefois la suzeraineté de l'empire de Nicée mais reste de facto indépendant jusqu'à sa mort au début des années 1240.
- Nicolas Kanabos (1204) : Appartenant probablement à l’armée byzantine, il est acclamé basileus en janvier 1204 défiant les deux souverains régnants, Alexis IV Ange et Isaac II Ange. il ne se maintient que trois jours au pouvoir avant d'être écarté par Alexis Doukas qui, après l'avoir épargné, le fait exécuter dans les premiers jours du mois de février 1204.

### Sous ThéodoreIerLaskaris (r. 1204/1205-1221) - empire de Nicée
- Manuel Maurozomès (1204-1206) : Petit-fils illégitime de Manuel Ier Comnène, il tente d'établir une principauté indépendante en Phrygie après le sac de Constantinople en 1204. Avec l’appui du sultan seldjoukide Kay Khusraw Ier il devient gouverneur (émir) d'une des provinces seldjoukides et demeure une figure influente de la cour seldjoukide jusqu'à sa mort.
- Sabas Asidénos (1204-1206) : Puissant magnat local de la région de Sampson et de la basse vallée du Méandre. À la suite de la Quatrième Croisade, il se proclame indépendant, avant de reconnaitre la suzeraineté de l'empire de Nicée.
- David Ier de Trébizonde (1204-1207) : À la tête d'une armée fournie par la reine Tamar David et son frère Alexis s’emparent de Trébizonde et fondent un empire dont Alexis devient empereur et David chef des armées. Pendant qu'Alexis demeure dans la capitale, David continue l'expansion territoriale du nouvel empire vers l'ouest, avançant jusqu'à Héraclée du Pont aussi revendiquée par l'empire de Nicée ce qui entraîne un grave conflit avec Théodore Ier Laskaris. David s'allie alors à l'Empire latin mais est défait par le général nicéen Andronic Gidos. Sur la défensive à partir de 1207, David doit se replier progressivement vers Sinope.
- Jean Cantacuzène (1205-1209) : Archon de Methone, il établit un État indépendant en Messénie.
- Alexis Aspietes (1205) : Dynaste (gouverneur) de Philippopolis, il est proclamé chef de la cité par la population après la défaite des armées latines à l’été 1205 et chargé d’en assurer la défense contre les forces du tsar Kaloyan de Bulgarie. Celui-ci s’empare de la ville et fait exécuter Alexis Aspietes.
- Théodore Branas (1205-1206) : Général byzantin sous Isaac II Ange, Théodore semble s'être rapidement accommodé du nouveau régime latin après la chute de Constantinople en 1204. Aux côtés d'Alexis Aspiétès, il s'oppose aux Bulgares de Kaloyan à Philippopolis ; en vain car la ville est prise. Théodore se replie sur Andrinople qu’il défend lorsque Kaloyan en fait le siège. Il en demeurera le gouverneur sous la protection de Venise.
- Théodore Ier Ange Doukas Comnène (1215-1230) : Après la chute de Constantinople aux mains des croisés, il sert l’empereur Théodore Ier Laskaris à Nicée jusqu’à ce qu’il soit rappelé en Épire par son demi-frère Michel auquel il succède en 1215 et dont il poursuit la politique d’expansion. Devenu maitre de Thessalonique, il se fait proclamer « empereur », espérant conquérir Constantinople et se posant en rival de l’empereur Jean III Vatatzès qui poursuit le même objectif à Nicée. Il est toutefois défait et capturé par Ivan Asen II de Bulgarie qui le fait aveugler.

### Sous Jean III Doukas Vatatzès (r. 1221-1254) - empire de Nicée
- Isaac et Alexis Laskaris (1224) : Frères cadets de Théodore Laskaris, empereur de Nicée qui meurt sans héritier en 1221. Son successeur est l’époux de sa fille ainée, Jean III Vatatzès. Les deux frères Alexis et Isaac vont alors chercher refuge dans l’Empire latin et se retrouvent bientôt à la tête d’une armée affrontant Jean III. Vaincus à la bataille de Poimanenon, ils sont capturés et aveuglés.
- Andronic Nestongos et Isaac Nestongos (1224) : Cousins de Jean III Vatatzès, ils tentent de renverser celui-ci et de mettre Andronic sur le trône avec l’appui d’une partie importante de la noblesse. Le complot est toutefois découvert, mais Andronic réussit à s’échapper pour aller chercher refuge chez les Turcs seldjoukides.
- Manuel Comnène Doukas (1230-1237) : Frère de Théodore Ier Ange Doukas Comnène, despote d'Épire de 1215 à 1230, auto-proclamé empereur byzantin de Thessalonique de 1224 à 1230. Il gouverne l’empire de Thessalonique après la capture de son frère, même s’il n’est dans les faits qu’un vassal de la Bulgarie. Renversé au retour de son frère, il doit se réfugier à Attaleia (aujourd’hui Antalya en Asie mineure). Il revient en 1239 et dirige la Thessalie jusqu’à sa mort.
- Jean Comnène Doukas (1237-1242) : Fils de Théodore Ier Ange Doukas Comnène il est fait empereur de Thessalonique lorsque son frère Manuel est renversé en 1237. En 1242, il doit renoncer à ce titre et est fait despote par Jean III Vatatzès.
- Jean Gabalas (1239-1250) : Magnat grec, il est le frère de Léon Gabalas, gouverneur de l’ile de Rhodes auquel il succède en 1240. L’ile, sous souveraineté de l’empire de Nicée, est toutefois conquise par la république de Gênes en 1248. Gabalas demande alors l’aide de l’empire de Nicée qui envoie des troupes reprendre l’ile mais l’annexe simplement à l’empire déjouant les plans de Gabalas.

### Sous Michel VIII Paléologue (r. 1259-1282) - Empire byzantin restauré
- Pseudo-Jean IV Laskaris (1262) : En 1258, le jeune Jean IV Laskaris est couronné coempereur à Nicée en même temps que Michel VIII Paléologue, lequel est par la suite couronné basileus à Hagia Sophia après avoir reconquis Constantinople en 1261. Écarté depuis le début par Michel VIII, Jean IV est aveuglé et confiné à la forteresse de Dakibyze sur la mer de Marmara. La cruauté de ce geste provoque une révolte, rapidement réprimée, au cours de laquelle un prétendant se fait passer pour Jean IV forçant Michel VIII à faire sortir Jean IV de son exil pour le démasquer.
- Jean Ier Doukas (1280) : À la mort de son père Michel II Doukas vers 1268, Jean hérite des possessions de Thessalie et de la Grèce centrale. Jean tente dans un premier temps une alliance avec l'Empire byzantin et reçoit le titre de sebastokratōr de Michel VIII. Il reste toutefois opposé aux Byzantins dont il défait les armées envoyées pour le soumettre en 1273, 1275 et 1277. Opposé à la politique d’union des Églises catholique romaine et orthodoxe de Michel VIII, il se proclame en 1280 « empereur orthodoxe de l’empire ».

### Sous Andronic II Paléologue (r. 1328-1342)
- Constantin Paléologue (1292) : Troisième fils de l’empereur Michel VIII Paléologue, il sert avec succès comme général dans l’armée impériale contre les Serbes et les Turcs. en 1292 (ou 1293), il est accusé à tort de comploter contre son frère. Andronic II le fait arrêter, le force à se faire moine et le tient en captivité jusqu’à sa mort.
- Alexis Philanthropénos (1295) : Général byzantin, il est fait doux des Thracésiens par Andronic au début de la décennie 1290. Au cours des deux années suivantes, il obtient plusieurs victoires dans la vallée du fleuve Méandre ce qui le rend populaire auprès de la population locale; on lui suggère même de se proclamer empereur, ce qu’il refuse dans un premier temps demandant à Andronic de le transférer. Toutefois à l'automne 1295, Alexis se soulève contre Andronic, car celui-ci semble peu s’intéresser à l’Anatolie. Malgré le soutien populaire, Alexis est finalement capturé lors de négociations avec Andronic et aveuglé.
- Jean Drimys (1305) : Prêtre orthodoxe venu probablement d’Épire, il se prétend descendant de la famille des Laskaris qui avait gouverné l’empire de Nicée jusqu’à la prise du pouvoir par les Paléologue. Avec d’autres moines du monastère de Mosele il conspire contre Andronic II, mais en 1305 le complot est découvert ; il comparait devant le tribunal du patriarche Athanase de Constantinople. Condamné, il est défroqué.
- Jean Comnène Paléologue (1325-1327) : Fils de Constantin Paléologue (voir 1292), il est gouverneur de Thessalonique lorsqu’il décide de tirer avantage de la guerre civile qui oppose Andronic II et Andronic III Paléologue. Il déclare alors l’indépendance de sa province et meurt peu après.

## Tentatives infructueuses d’usurpation auXIVesiècleetXVesiècle

### Sous Andronic III Paléologue (r. 1328-1341)
- Syrgiannès Paléologue (1333-1334) : Militaire de carrière, il est impliqué dans la guerre civile opposant l’empereur Andronic II à son petit-fils Andronic III. À cette époque Syrgiannès et Jean Cantacuzène sont gouverneurs en Thrace où existe un fort courant hostile au vieil empereur. Ils exploitent ce sentiment et fomentent un complot visant à renverser ce dernier au profit de son petit-fils. Après avoir changé de camp à deux reprises et alors qu’il est gouverneur de Thessalonique, Syrgiannès est arrêté pour complot contre Cantacuzène. Il cherche alors refuge auprès du roi serbe Étienne Uroš IV Dušan mais sera assassiné près de Thessalonique le 23 août 1334.

### Sous Jean V Paléologue (r. 1341-1391)
- Nicéphore II Orsini (1339-1340 et 1356-1359) : Andronic III annexe l’Épire où avait régné le père de Nicéphore en 1336 et refuse de reconnaitre son fils, Nicéphore, comme un légitime vassal. Celui-ci va chercher refuge à la cour de Catherine de Valois, impératrice titulaire de l’Empire latin, elle-même réfugiée à Tarente. Elle arrive en Épire où la population se rebelle contre les Byzantins et acclame Nicéphore comme despote fin 1338. Toutefois Andronic III et Jean Cantacuzène mettent fin à la rébellion et Nicéphore doit épouser la fille de Jean Cantacuzène. Il reste à Constantinople durant la guerre civile de 1341 à 1347. En 1355, prenant avantage de la reprise de la guerre civile et de la mort du roi serbe Étienne Uroš IV Dušan qui a conquis l’Épire, il retourne en Grèce, chasse le frère d’Étienne installé à Arta et prend le contrôle de la région. Il sera tué en 1359 alors qu’il combat les Albanais.
- Michel Gabrielopoulos (1342) : Parent de l’ancien sebastokrator Étienne Gabrielopoulos, il revendique le titre de seigneur héréditaire de la région de Trikata en Thessalie. Il est toutefois chassé par le gouverneur nommé par Jean VI Cantacuzène.
- Stefan Uroš IV Dušan (1346-1355) : Souverain de Serbie, il se proclame « empereur (tsar) des Serbes et des Romains » en 1346 et conserve ce titre jusqu’à sa mort.
- Mathieu Cantacuzène (1354-1357) : Fils de Jean VI Cantacuzène, Mathieu est associé au trône impérial par son père en avril 1353 après la tentative de Jean V Paléologue de reprendre le pouvoir. Il est alors couronné coempereur, en l'église des Blachernes, en février 1354. Ce couronnement apparaît, aux yeux des Byzantins, comme le transfert du pouvoir héréditaire en faveur de la famille Cantacuzène. En décembre 1357, il abdique son titre impérial pour se retirer auprès de son frère Manuel, despote de Mistra, à qui il succède, en 1380.
- Stefan Uroš V (1355-1371) : Fils de Stefan Uroš IV Dušan, il revendique comme lui le titre d’empereur. Il ne peut s'opposer à l'affaiblissement du pouvoir central en Serbie au profit de la grande noblesse serbe sur laquelle il ne conserve qu'une suzeraineté nominale.
- Siméon Uroš (1356-1370) : Nommé par Stefan Uroš IV Dušan de Serbie gouverneur d’Épire et de Thessalie, il est évincé par Nicéphore II Orsini après quoi il se proclame « empereur des Serbes et des Romains » en 1356. Il s’établit alors en Thessalie qu’il gouverne jusqu’à sa mort.
- Thomas Preljubović (1366-1382) : Fils du gouverneur serbe de Thessalie sous Étienne Uroš IV Dušan, il doit fuir vers la Serbie devant l’avance de Nicéphore II Orsini en 1356. Il est nommé par Siméon Uroš gouverneur de Ioannina en 1366 ou 1367, mais est reconnu despote légitime de cette ville par l’empereur byzantin Jean V Paléologue en 1382. Cruel, il taxe lourdement la population locale et finit par être assassiné par ses gardes le 23 décembre 1384.
- Andronic IV Paléologue (1366, 1373 et 1385) : Fils de Jean V Paléologue, il tente à trois reprises d’usurper le trône sans succès. La première en 1366 alors que Jean V lui avait confié l’administration de l’empire pendant son voyage en Hongrie pour obtenir de l’aide contre les Bulgares. La deuxième en 1373 lorsqu'il s’allie au fils de Mourad, Savci Bey, dans une révolte commune contre leurs pères respectifs. Une dernière en 1385 alors que l’Empire byzantin compte quatre empereurs : Jean V Paléologue à Constantinople, Andronic IV Paléologue dans les villes riveraines de la mer de Marmara, Manuel II Paléologue à Thessalonique, et Théodore Ier Paléologue en Morée.

### Sous Jean VIII Paléogue (r. 1425-1448)
- Demetrios Paléologue (1442 et 1448) : Cinquième fils de l’empereur Manuel II, Demetrios Paléologue reçoit de son père l’ile de Lemnos en apanage, poste qu’il refuse avant de se réfugier à la cour de Sigismond de Hongrie demandant protection contre ses frères. En 1442 ou 1443, Jean VIII, qui se méfie de Demetrios, décide de lui retirer son apanage trop près de Constantinople et de le donner à Constantin, envoyant Demetrios dans le Péloponnèse. Pour se venger, celui-ci s’allie aux Turcs et ravage les alentours de Constantinople. À la mort de Jean VIII, il croit brièvement pouvoir accéder au trône mais l’impératrice-mère et son frère Thomas favorisent Constantin alors despote de Morée. Celui-ci divise le Péloponnèse en deux apanages qu’il confie à ses deux frères. Thomas reçoit la partie ouest du Péloponnèse et Demetrios la partie orientale. Les deux frères ne cessent de se quereller si bien que le sultan ottoman doit intervenir pour rétablir l’ordre.